# Ana Laura Morvillo
Ana Laura Morvillo (ur. 1975) – argentyńska zapaśniczka. Zaczęła karierę zapaśniczą wieku 26 lat chcąc poprawić swój wygląd fizyczny. Wcześniej uprawiała wspinaczkę, pływanie i fitness. Zdobyła brązowy medal na igrzyskach Ameryki Południowej z 2006 roku.